# Boughton Green
Boughton Green – wieś w Anglii, w hrabstwie Kent, w dystrykcie Maidstone. Leży 5 km na południe od miasta Maidstone i 54 km na południowy wschód od centrum Londynu.